# Prop trading
Prop trading (ang. Proprietary Trading) — model współpracy pomiędzy traderem, a firmą prop tradingową, w którym to modelu trader opłaca koszty wdrożenia do tradingu, a firma proptradingowa dostarcza mu za to wiedzę, materiały, narzędzia i nierzadko stacjonarne stanowisko pracy (biurko, komputer), strategie oraz odpowiednio wysoki kapitał firmowy, dzięki któremu trader może handlować na rynkach walutowych. Model ten został przeniesiony na rynek Forex i giełd z bankowości inwestycyjnej.

## Zasady współpracy
Model współpracy proptradingowej jest popularny na zachodzie Europy, w Wielkiej Brytanii i w USA. Sam pomysł zatrudniania ludzi do obrotu kapitałem firmowym nie jest nowy, został zaczerpnięty z rynku bankowości inwestycyjnej.

### Korzyści dla traderów
Możliwość handlu na firmowym kapitale – to główna i najważniejsza korzyść. Pozwala ludziom bez doświadczenia i pieniędzy zaistnieć na rynkach walut, akcji i kontraktów.  Kapitał firmowy jaki otrzymuje od firmy proptradingowej trader, narzędzia i strategie, ułatwiają mu trading (pod okiem firmy).

### Korzyści dla firm proptradingowych
Firmy proptradingowe szkolą sobie traderów wg własnych zasad i pobierają od nich część zysków, jakie zostaną przez nich wypracowane na giełdach (np. w stosunku 50/50, 70/30, 80/20). Zarabiają również na opłatach wdrożeniowych i nierzadko organizują płatne szkolenia. Ta forma współpracy zapewnia im różnorodność zysków i dodatkowe zabezpieczenie firmowego kapitału.